# Petromyzontinae
Petromyzontinae é uma subfamília da classe Petromyzontida, dos agnatos (lampreias). Esta subfamília possui sete gêneros, ao contrário das outras duas subfamílias da família Petromyzontidae (Geotriinae e Mordacinae) que possuem apenas um.

## Características
- Marinhos e dulcículas
- Ausência de ossos
- Ausência de mandíbulas
- Ausência de vertebras
- Possui notocorda
- Parasitas hematófago